# 8 Days of Christmas
8 Days of Christmas – album Destiny’s Child wydany 5 listopada 2001 roku. Jest to album świąteczny. Został wydany ponownie w 2004 roku. Reedycja zawiera wcześniej niewydane piosenki.
Album zadebiutował na 75. pozycji U.S. Billboard 200. Został sprzedany w 23 000 kopii w pierwszym tygodniu po wydaniu i, kilka tygodni później, przeskoczył na 34. pozycję. Otrzymał złotą płytę od RIAA w grudniu 2001 za sprzedaż ponad 500 000 kopii w USA.

## Lista utworów
1. „8 Days of Christmas” – 3:29
2. „Winter Paradise” – 3:36
3. „A DC Christmas Medley” – 3:59
  1. „Santa Claus Is Coming to Town”
  2. „Jingle Bells”
  3. „Frosty the Snowman”
  4. „Holly Jolly Christmas”
  5. „Deck the Halls”
  6. „Here Comes Santa Claus”
4. „Silent Night” – 3:41
5. „The Little Drummer Boy” – 3:36
6. „Do You Hear What I Hear” – 3:47
7. „White Christmas” – 1:43
8. „O Holy Night” – 4:24
9. „Spread A Little Love On Christmas Day” – 4:24
10. „This Christmas” – 3:38
11. „Opera of The Bells” – 4:35

Reissue bonus tracks
1. „Home For The Holidays”
2. „Rudolph the Red-Nosed Reindeer”
3. „Emotion” (strings version)
4. „Proud Family Theme Song” (Solange featuring Destiny’s Child)

DualDisc Edition
- „Rudolph the Red-Nosed Reindeer"
- „8 Days of Christmas"/"Rudolph the Red-Nosed Reindeer” Teledysk
- „8 Days of Christmas” Live Performance
- Behind The Scenes Holiday Visit at the Ronald McDonald House
- Coming Soon Live DVD Trailer
- All 12 songs in Enhanced PCM Stereo

## Daty wydania
| Region | Data                 | Format   |
| ------ | -------------------- | -------- |
| USA    | 23 października 2001 | CD       |
| Polska | 5 listopada 2001     | CD       |
| USA    | 3 listopada 2004     | DualDisc |

## Pozycje na listach przebojów
| Lista (2001)          | Najwyższa pozycja | Nadawca certyfikatu | Certyfikat |
| --------------------- | ----------------- | ------------------- | ---------- |
| Austrian Albums Chart | 20                | Media Control       |            |
| Dutch Albums Chart    | 24                | MegaChart           |            |
| French Albums Chart   | 134               | SNEP/IFOP           |            |
| U.S. Billboard 200    | 34                | Billboard           | Złoto      |